# Špela Rozin
Špela Rozin, née à Ljubljana, le 31 janvier 1943, est une actrice et une personnalité de la télévision yougoslave puis slovène. Elle utilise parfois les pseudonymes : Mia Massini, Sheyla Rosin, Sheila Rossin ou Sheyla Rozin.

## Biographie
Née en Yougoslavie, elle y commence sa carrière dès 1959. Au début des années 60, elle est remarquée pour sa participation au film Une jeune fille étrange (Čudna devojka), par les producteurs italiens de Boulevard du vice. Elle participe ensuite à bon nombre de films italiens, en particulier dans les genres du péplum (Hercule l'invincible, Maciste et les Filles de la vallée) et du western (Avec Django, la mort est là, La Dernière Balle à pile ou face), et aussi quelques films américains (L'Invasion secrète).
Elle revient dans sa patrie dans les années 70, pour s'établir à Sarajevo. Elle y travaille pour la télévision yougoslave, et dans des films yougoslaves (La Bataille de la Neretva, Miriana (it)).

## Filmographie (partielle)

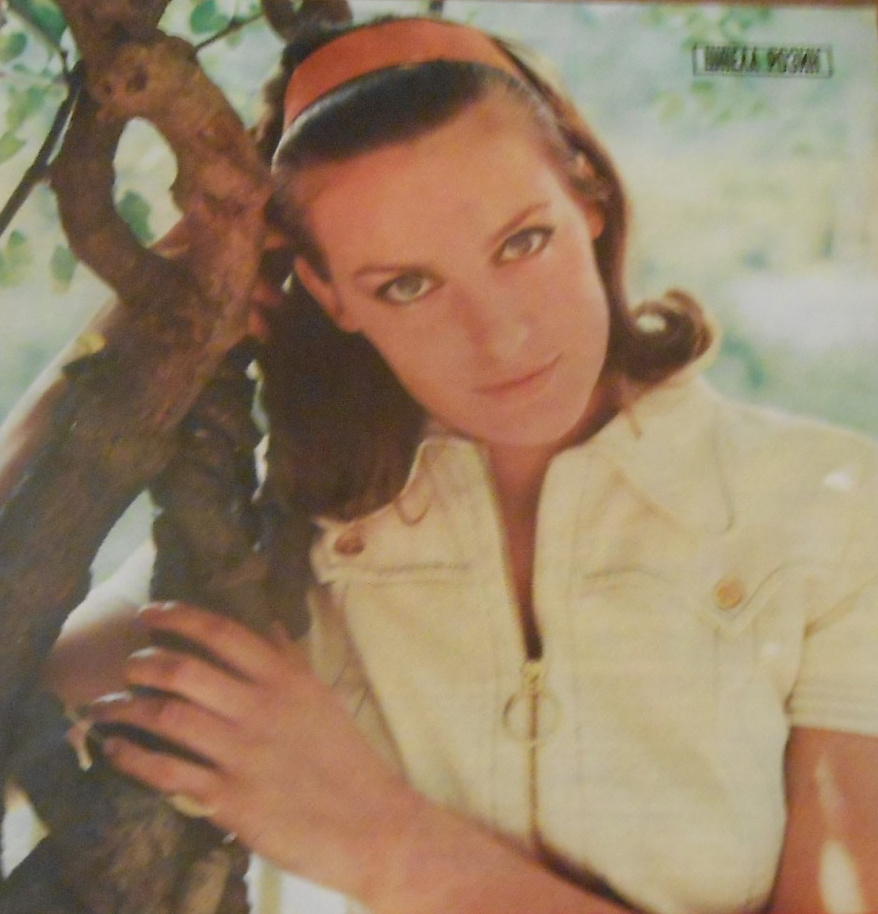
Špela Rozin en 1967.

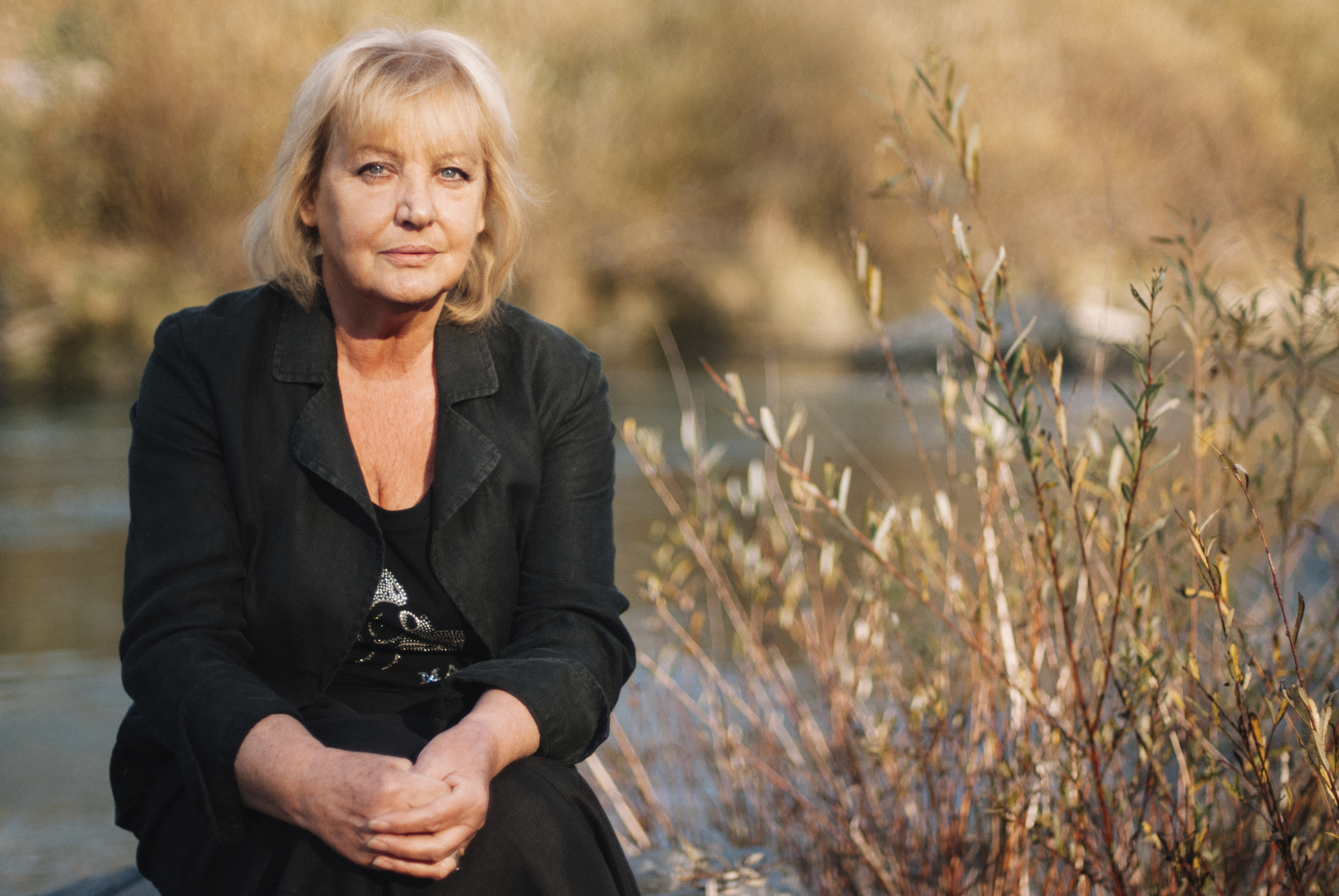
Špela Rozin en 2009.

- 1959 : Tri četrtine sonca, de Jože Babič (en)
- 1962 : Une jeune fille étrange (Čudna devojka) de Jovan Živanović : Minja
- 1964 : Boulevard du vice (Via Veneto), de Giuseppe Lipartiti
- 1964 : Hercule l'invincible (Ercole l'invincibile), d’Alvaro Mancori : Teica[2]
- 1964 : Maciste et les Filles de la vallée (La valle dell'eco tonante), de Tanio Boccia : Selina[2]
- 1964 : L'Invasion secrète, (The Secret Invasion) de Roger Corman : Mila (sous le pseudo Mia Massini)[2]
- 1966 : Les Nuits facétieuses (Le piacevoli notti), d’Armando Crispino et Luciano Lucignani : servante de Lucrèce Borgia
- 1966 : Le Protégé (Sticenik), de Vladan Slijepcevic : Bozica[2]
- 1967 : Matelots sur le pont (it) (Marinai in coperta), de Bruno Corbucci : Donatella Pellegatti (sous le pseudo Sheila Rossin)[2]
- 1968 : Avec Django, la mort est là, (Joko invoca Dio... e muori), d’Antonio Margheriti : Jane (sous le pseudo Sheyla Rosin)
- 1968 : Il professor Matusa e i suoi hippies (it), de Luigi de Maria
- 1968 : Il sole è di tutti (it), de Domenico Paolella : Loredana[2]
- 1968 : Moi, je t'aime (Io ti amo), d’Antonio Margheriti : Grace
- 1969 : La Bataille de la Neretva (Bitka na Neretvi), de Veljko Bulajić : Aide[2]
- 1969 : La Chaise électrique (Sedia elettrica), de Demofilo Fidani : Fanny (sous le pseudo Sheyla Rosin)[2]
- 1969 : La Dernière Balle à pile ou face (Testa o croce), de Piero Pierotti : Shanda Lee (sous le pseudo Sheyla Rosin)[2]
- 1970 : Robin des Bois le magnifique (Il magnifico Robin Hood), de Roberto Bianchi Montero : Rowina (sous le pseudo Sheila Rossin)[2]
- 1971 : 19 filles et un marin (Devetnaest djevojaka i jedan mornar), de Milutin Kosovac (Milan Kosovac) : Irena[3]
- 1973 : Le Conseiller du parrain (La legge della Camorra), de Demofilo Fidani
- 1974 : Le Derviche et la Mort (Дервиш и смрт, Derviš i smrt) de Zdravko Velimirović
- 1977 : Trinaestogodisnjaci, série télévisée de Muhamed Mehmedovic (les sept épisodes)
- 1985 : Miriana (Bal na vodi), de Jovan Acin
- 1987 : The Magic Snowman, de Stanko Crnobrnja et C. Stanner : Mrs. Tonnery[2]
- 1989 : Paysage avec femme (Zena s krajolikom), d’Ivica Matic : Bolnicarka [2]
- 1991 : Bracna putovanja, de Ratko Orozovic : Melanija[2]
- 2009 : Osebna prtljaga, de Janez Lapajne : Lidija[2]
- 2018 : Ne Bom Vec Luzerka, d’Ursa Menart : Babi[2]
- 2021 : Bitch, A Derogatory Term for a Woman, de Tijana Zinajic : Miranda[2]